# آفن‌هورن
آفن‌هورن (به هلندی: Avenhorn) یک منطقهٔ مسکونی در هلند است که در کوخن‌لاند واقع شده‌است. آفن‌هورن ۴٬۰۰۰ نفر جمعیت دارد.